# Escuadro (Pontevedra)
Escuadro (oficialmente San Salvador de Escuadro). es una parroquia española del municipio pontevedrés de Silleda, en la comunidad autónoma de Galicia. Es la tercera parroquia en extensión de Silleda y la tercera en población. En el año 2021 su población era de 380 habitantes. Escuadro, como la mayoría de las parroquias rurales, está perdiendo población, al mudarse los habitantes a centros más urbanos. La economía de la parroquia se centra en la producción de leche y de productos agropecuarios. Escuadro está situado en la Vía de la Plata del Camino de Santiago.

## Historia
La referencia histórica más antigua de la que tenga nota de Escuadro es del año 1096 cuando Alfonso, Abad del Monasterio de San Lorenzo de Carboeiro, otorgó propiedades en la parroquia a Raimundo de Borgoña, Conde de Galicia, y a su esposa Urraca de León. Posteriormente, en el 1262, se menciona de nuevo a Escuadro, esta vez en el testamento de la residente local Teresa Yánez, cuando el párroco Martín Petri firma como testigo.
Hacia mediados del siglo XIX, la parroquia tenía contabilizada una población de 900 habitantes. Aparece descrita en el séptimo volumen del Diccionario geográfico-estadístico-histórico de España y sus posesiones de Ultramar de Pascual Madoz con las siguientes palabras:

ESCUADRO (San Salvador): felig. en la prov. de Pontevedra (8 leg.), part. jud. de Lalin (2), dióc. de Lugo (9), ayunt. de Chapa: sit. en una encañada formada por un riach. afluente del Toja. La combaten todos los vientos y goza de un y clima saludable. Tiene unas 190 casas distribuidas en las ald. de Bustelo, Cascajid, Cima de Vila, Cumbraos, Escuadro, Fontelas, Outeiro, Paredes, Rañadoiro, Sar, Sestelo y Sol de Casa. La igl. parr. (San Salvador), de la cual es aneja la de San Ciprian de Chapa, está servida por un cura de térm. y patronato leg. Confina el térm. con las felig. de Chapa, Gestoso y Graba. El terreno participa de monte y llano, y es bastante fértil. prod.: cereales, legumbres, hortalizas, frutas, maderas y pastos; mantiene ganado vacuno, de cerda lanar y cabrio; abunda la caza de conejos, liebres y perdices, no faltan animales dañinos, y hay pesca de varias especies. pobl.: 190 vec., 900 alm. contr. con su ayunt.
(Madoz, 1847, p. 548)

En la actualidad, pertenece al municipio de Silleda. En 2022, tenía empadronados 373 habitantes.

## Patrimonio
La iglesia de San Salvador de Escuadro es el corazón de la parroquia. Se trata de una estructura románica de piedra del siglo XII. La iglesia cuenta con la fachada original, la cual tiene dos pares de columnas que soportan una arquivolta. De importancia son los capiteles tallados y el campanario. Tres magníficos retablos barrocos se destacan en el interior. La iglesia fue ampliada en el siglo XVIII.
Como la mayoría de las iglesias antiguas, el patio alrededor de la misma ha sido usado como cementerio, sin embargo, debido a éste estar ya completamente ocupado, los entierros se han venido llevando a cabo desde hace ya bastantes años en un cementerio nuevo, construido a poca distancia de la iglesia.

## Fotos
|  |  |  |
|  |  |  |